# Die, My Love
Die, My Love ist ein britisch-amerikanischer Thriller von Lynne Ramsay mit Jennifer Lawrence, Robert Pattinson, Lakeith Stanfield, Nick Nolte und Sissy Spacek in den Hauptrollen. Die Schwarze Komödie basiert auf dem Roman Mátate, amor der argentinischen Schriftstellerin Ariana Harwicz und feierte im Mai 2025 bei den Internationalen Filmfestspielen in Cannes seine Premiere. Anfang November 2025 soll Die, My Love in die US-amerikanischen und im weiteren Verlauf den Monats in die deutschen Kinos kommen.

## Handlung
Die erfolgreiche Schriftstellerin Grace und ihr Partner Jackson sind von New York in das ländliche Montana gezogen, in ein renovierungsbedürftiges Haus, das er von seinem Onkel geerbt hat. Sie sind unsterblich verliebt und genießen die Idylle hier. Als Grace einen kleinen Jungen zur Welt bringt und Jackson mehrere Tage pro Woche außer Haus arbeitet, wird sie von Langeweile, Einsamkeit und sexueller Frustration geplagt. Einerseits sehnt sich Grace nach einem Familienleben, andererseits würde sie am liebsten ihr Haus niederbrennen.
Als Jackson dann mit einem unerzogenen, ständig bellenden Hund nach Hause kommt, wird ihre Situation noch unerträglicher. Grace verlangt von ihm, den Hund zu erschießen. Jackson jedoch tut dies als Scherz ab, daher übernimmt Grace die Sache selbst und erschießt den Hund mit einer Schrotflinte. Jackson weist Grace in eine psychiatrische Klinik ein, und es scheint ihr besser zu gehen. Sie verbirgt ihre Düsternis hinter einer aufgesetzten Fröhlichkeit und backt, wie man es von einer Hausfrau erwartet, Kuchen.

## Produktion

### Literarische Vorlage
Der Film basiert auf dem Roman Mátate, amor der argentinischen Schriftstellerin Ariana Harwicz. Die englische Übersetzung Die, My Love von Sarah Moses und Carolina Orloff war 2018 für den Man Booker International Prize nominiert. In einer deutschen Übersetzung von Dagmar Ploetz wurde er 2019 unter dem Titel Stirb doch, Liebling veröffentlicht. Die namenlose Erzählerin des Romans wird von Mordfantasien geplagt. Von sexuellen Träumen heimgesucht schläft sie mit dem Nachbarn.

### Regie, Drehbuch und Filmschnitt
Regie führte Lynne Ramsay. Zu den früheren Filmen der Schottin gehören das Filmdrama Ratcatcher von 1999, der Thriller We Need to Talk About Kevin von 2011 und das Melodram A Beautiful Day von 2017. Die, My Love ist ihr fünfter Spielfilm. Das auf Harwiczs Roman basierende Drehbuch schrieb Ramsay zusammen mit der britischen Dramatikerin Alice Birch und dem irischen Dramatiker Enda Walsh, der vor allem für seine Drehbücher zu dem Historiendrama Hunger von Steve McQueen und  dem Filmdrama Small Things Like These von Tim Mielants bekannt ist. In diesem verlegten sie den Schauplatz aus dem Roman von Frankreich in die Vereinigten Staaten.
Ramsay lässt den Film mit ihrer eigenen Stimme enden. Sie singt selbst den Song Love Will Tear Us Apart von Joy Division aus dem Jahr 1980.
Der deutsche Filmeditor Toni Froschhammer war zuletzt für Perfect Days von Wim Wenders tätig.

### Besetzung und Dreharbeiten

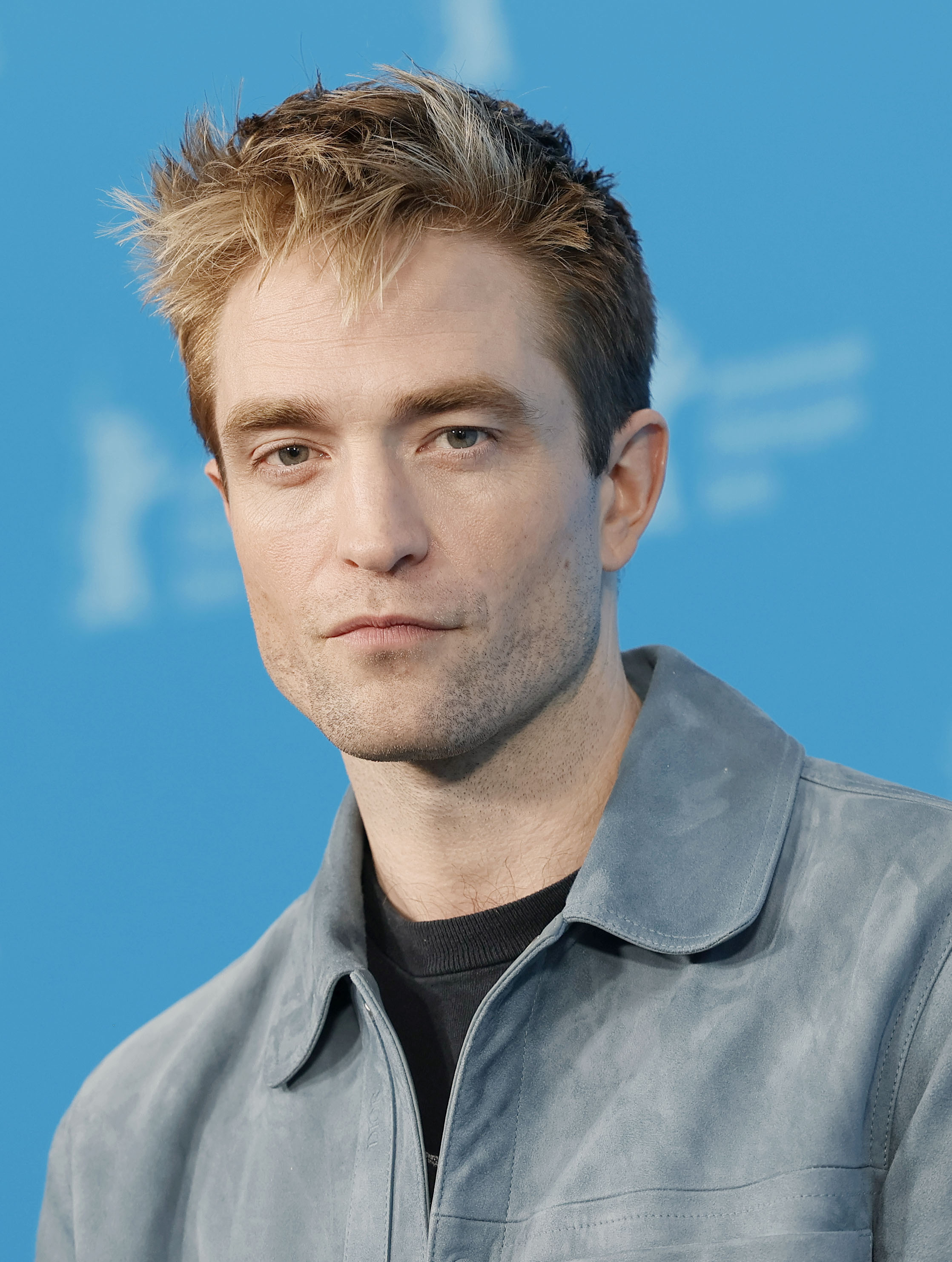
Robert Pattinson spielt Jackson

Jennifer Lawrence und Robert Pattinson spielen in den Hauptrollen Grace und Jackson. Pattinson nahm für die Rolle Tanzunterricht. Gemeinsam mit Andrea Calderwood, Justine Ciarrocchi, Trent Luckinbill, Martin Scorsese und Molly Smith tritt Lawrence auch als Produzentin des Films in Erscheinung. Sissy Spacek spielt Jacksons Mutter Pam, die ganz in der Nähe wohnt. Nick Nolte ist in der Rolle ihres an Alzheimer erkrankten Ehemannes zu sehen. Lakeith Stanfield spielt den mysteriösen Motorradfahrer, mit dem Grace hemmungslosen Sex in einem Schuppen hat. Weitere Nebenrollen wurden mit Sarah Lind, Debs Howard, Marcus Della Rosa und Victor Zinck Jr. besetzt. Das Casting übernahmen Jackie Lind und Lucy Pardee.
Die Dreharbeiten fanden ab Mitte August 2024 im kanadischen Calgary statt, wo man unter anderem am Sikome Lake drehte, einem künstlichen See auf einem Kilometer Höhe im südöstlichen Quadranten der Stadt im Fish Creek Provincial Park. Weitere Aufnahmen entstanden in den USA. Die Dreharbeiten wurden Mitte Oktober 2024 beendet. Mit dem britischen Kameramann Seamus McGarvey arbeitet Ramsay bereits seit We Need to Talk About Kevin zusammen. Er drehte Die, My Love, inspiriert von Roman Polanskis Filmen Ekel und Rosemaries Baby, auf 35-mm-Film und im Seitenverhältnis 1:1,33.

### Filmmusik, Marketing und Veröffentlichung
Die Filmmusik steuerte der australisch-isländische Musiker und Filmkomponist Ben Frost bei. Sie Werke lassen sich überwiegend dem Ambient, Noise und experimenteller Electronica zuordnen. Neben dem ganz Schluss ertönenden Love Will Tear Us Apart verwendet der Film zudem Songs wie In Spite of Myself von John Prine, den Grace und Jackson bei einer gemeinsamen Autofahrt singen.
Der erste Clip wurde Mitte Mai 2025 vorgestellt. Die Premiere des Films war am  17. Mai 2025 bei den Internationalen Filmfestspielen in Cannes, wo er im Wettbewerb um die Goldene Palme konkurrierte. Dort sicherte sich Mubi die US-Vertriebsrechte. Im September 2025 wird der Film bei der Filmkunstmesse Leipzig gezeigt. Der US-Kinostart ist am 7. November 2025 geplant. Der Kinostart in Deutschland ist am 13. November 2025 geplant.

## Rezeption

### Kritiken
Von den bei Rotten Tomatoes aufgeführten Kritiken sind 78 Prozent positiv. Bei Metacritic erhielt der Film einen Metascore von 76 von 100 möglichen Punkten.

Jennifer Lawrence spielt Grace

Owen Gleiberman schreibt in seiner Kritik für Variety, als sie nach der Geburt ihres Kindes mit dem Schreiben aufhört und er mit seinem Job, den er gelegentlich unterwegs zu machen scheine, habe ihr Leben wie der Film selbst kaum Struktur. Die, My Love sei kein wirklich dialogorientierter Film. Grace und Jackson unterhielten sich nie einfach über Zukunftspläne, Krankenversicherung, Lebensmitteleinkäufe oder darüber, wie sie ihre Kinder erziehen wollen. Sie wirkten einfach wie trübsinnige Faulpelze nach dem College, die ein Baby bekommen haben, weil sie gerne und viel ficken. Lynne Ramsay versuche auch erst gar nicht, dies zu erforschen, Die, My Love sei vielmehr als Thesenfilm angelegt, der der auf das Oberflächliche blickt. Deshalb wirke Jennifer Lawrence’ Darstellung möglicherweise auch so explosiv und gleichzeitig emotional so zurückhaltend. Dennoch spüre mach in Die, My Love die wilde Natur ihrer Wut, wenn sie eine schwätzende Kassiererin zurechtweist, wie ein Tier herumkriecht, das Badezimmer verwüstet, Seife auf den Boden schüttet oder ihren Kopf gegen einen Spiegel schlägt.
Thomas Schultze bemerkt, Lawrence liefere sich der Figur mit jeder Faser ihres Körpers aus, sei verschwenderisch in ihrer Freizügigkeit und gehe gewiss weiter in ihrer entfesselten Darstellung und was sie von ihrem Körper zu zeigen bereit ist, als man es von einem Star ihrer Statur erwarten würde. Die, My Love sei Darren Aronofskys mother! gar nicht so unähnlich, mit einer vergleichbaren Kulisse und einer ähnlichen Thematik und der Überforderung der von Lawrence gespielten jungen Mutter nach der Geburt ihres Babys. Der Film sei schockierend, fordernd, abstoßend, kompromisslos und immer faszinierend, ob man sich bereitwillig mit ihm auf die Reise macht oder nicht.

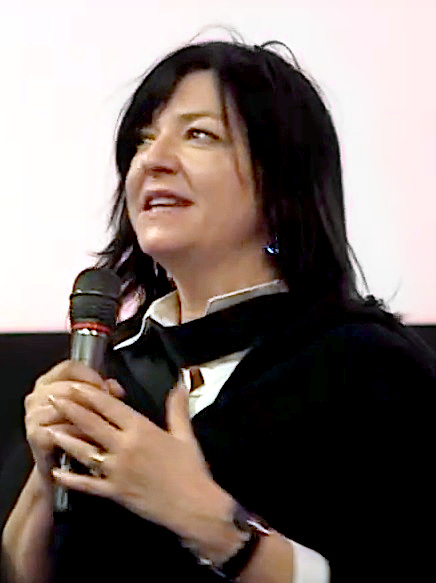
Regisseurin Lynne Ramsay

Nora Nater schreibt in ihrer Kritik für outnow.ch, Lawrence und Robert Pattinson in den Hauptrollen enttäuschten keineswegs. Lawrence gehe in der anspruchsvollen Rolle einer zerrissenen Person wunderbar auf, und auch ihre grenzenlose Liebe zu ihrem Sohn nehme man ihr ab. Pattinson stehe dabei alles andere als im Schatten seiner Kollegin. Seine Verzweiflung seie ebenso glaubwürdig wie sein Versuch, positiv zu bleiben und liebe- und verständnisvoll mit seiner Partnerin umzugehen. Lynne Ramsay setze Rückblenden weder zu häufig noch zu selten ein, sondern genau so, dass der Spannungsbogen immer schön gespannt bleibe und das Publikum einige schöne «Aha!»-Momente genießen dürfe. Die ungewöhnlich lauten Geräusche vermittelten authentisch, wie krass Grace am Limit läuft und wie nah an einer persönlichen Katastrophe die junge Mutter sich befindet, was gelegentlich dazu führen dürfte, dass sich die Zuschauer die Ohren zuhalten. Auf merkwürdige Art und Weise bleibe der Film aber unbefriedigend, und Ramsay lasse die Zuschauenden zwar beeindruckt, aber auch etwas ratlos zurück.

### Auszeichnungen
Internationale Filmfestspiele von Cannes 2025
- Nominierung für die Goldene Palme (Lynne Ramsay)[23]